# Пабло Забалета
Пабло Хавијер Забалета Хирод (шп. Pablo Javier Zabaleta Girod; Буенос Ајрес, 16. јануар 1985) бивши је аргентински фудбалер који је играо на позицији десног бека.

## Успеси
Манчестер Сити
- Премијер лига: 2011/12, 2013/14.[4]
- ФА куп: 2010/11.
- Лига куп: 2013/14, 2015/16.
- ФА Комјунити шилд: 2012.